# Jujubinus
Jujubinus es un género de caracoles marinos de la familia Trochidae.
Las especies de Jujubinus tienen un aspecto similar a Cantharidus Montfort, 1810 y solo difieren en su caparazón más angular y un ángulo de espiral más agudo.

## Especies
El género Jujubinus incluye las siguientes especies:
- Jujubinus augustoi Rolan & Gori, 2009
- Jujubinus baudoni (Monterosato, 1891)
- Jujubinus catenatus Ardovini, 2006
- Jujubinus crenelliferus (A. Adams, 1853)
- Jujubinus curinii Bogi & Campani, 2005
- Jujubinus dispar Curini-Galletti, 1982
- Jujubinus escondidus Poppe, Tagaro & Dekker, 2006
- Jujubinus exasperatus (Pennant, 1777)
- Jujubinus fulgor Gofas, 1991
- Jujubinus geographicus Poppe, Tagaro & Dekker, 2006
- Jujubinus gravinae (Dautzenberg, 1881)
- Jujubinus guanchus Curini-Galletti, 1985
- Jujubinus guphili Poppe, Tagaro & Dekker, 2006
- Jujubinus hernandezi Rolan & Swinnen, 2009
- Jujubinus hubrechti Poppe, Tagaro & Dekker, 2006
- Jujubinus interruptus (Wood, 1828)
- Jujubinus karpathoensis Nordsieck, 1973
- Jujubinus mabelae Rolan & Swinnen, 2009
- Jujubinus montagui (Wood, 1828)
- Jujubinus polychromus (A. Adams, 1853)
- Jujubinus poppei Curini-Galletti, 1985
- Jujubinus pseudogravinae Nordsieck, 1973
- Jujubinus rafaemesai Rolán & Swinnen, 2013
- Jujubinus rubioi Rolan & Templado, 2001
- Jujubinus ruscurianus (Weinkauff, 1868)
- Jujubinus striatus (Linnaeus, 1758)
- Jujubinus suarezensis (P. Fischer, 1878)
- Jujubinus tumidulus (Aradas, 1846)
- Jujubinus unidentatus (Philippi, 1844)
- Jujubinus vexationis Curini-Galletti, 1990

Especies reconocidas como sinónimos
- Jujubinus (Jujubinus) Monterosato, 1884: representación alternativa de Jujubinus
- Jujubinus (Mirulinus) Monterosato, 1917: representación alternativa de Jujubinus
- Jujubinus (Clelandella): sinónimo de Clelandella Winckworth, 1932
- Jujubinus aegeensis Nordsieck, 1973: sinónimo de Jujubinus karpathoensis Nordsieck, 1973
- Jujubinus aequistriatus Monterosato, 1884: sinónimo de Jujubinus striatus (Linnaeus, 1758)
- Jujubinus africanus Nordsieck, 1973: sinónimo de Jujubinus unidentatus (Philippi, 1844)
- Jujubinus altior Coen, 1937: sinónimo de Jujubinus striatus (Linnaeus, 1758)
- Jujubinus baudouini [sic]: sinónimo de Jujubinus baudoni (Monterosato, 1891)
- Jujubinus brugnonei Coen, 1937: sinónimo de Jujubinus striatus (Linnaeus, 1758)
- Jujubinus clelandi (Wood, 1828): sinónimo de Clelandella miliaris (Brocchi, 1814)
- Jujubinus corallinus Monterosato, 1884: sinónimo de Jujubinus exasperatus (Pennant, 1777)
- Jujubinus decipiens Parenzan, 1970: sinónimo de Jujubinus striatus (Linnaeus, 1758)
- Jujubinus defiorei Coen, 1937: sinónimo de Jujubinus striatus (Linnaeus, 1758)
- Jujubinus delpreteanus Sulliotti, 1889: sinónimo de Jujubinus striatus (Linnaeus, 1758)
- Jujubinus elenchoides (Issel, 1878): sinónimo de Jujubinus striatus (Linnaeus, 1758)
- Jujubinus fulguratus Pallary, 1906: sinónimo de Jujubinus unidentatus (Philippi, 1844)
- Jujubinus gilberti (Montrouzier en Fischer, 1878): sinónimo de Cantharidus polychroma (A. Adams, 1853)
- Jujubinus goniobasis Coen, 1937: sinónimo de Jujubinus striatus (Linnaeus, 1758)
- Jujubinus igneus Sturany, 1896: sinónimo de Jujubinus exasperatus (Pennant, 1777)
- Jujubinus istrianus Coen, 1933: sinónimo de Jujubinus exasperatus (Pennant, 1777)
- Jujubinus kochi Nordsieck, 1973: sinónimo de Jujubinus ruscurianus (Weinkauff, 1868)
- Jujubinus lepidus (Philippi, 1846): sinónimo de Strigosella lepida (Philippi, 1846)
- Jujubinus magnificus Coen, 1937: sinónimo de Jujubinus striatus (Linnaeus, 1758)
- Jujubinus miliaris (Brocchi, 1814): sinónimo de Clelandella miliaris (Brocchi, 1814)
- Jujubinus mixtus Ghisotti & Melone, 1975: sinónimo de Jujubinus exasperatus (Pennant, 1777)
- Jujubinus montagui mediterraneus Coen, G.S: sinónimo de Jujubinus montagui (Wood, W., 1828)
- Jujubinus multistriatus Ghisotti & Melone, 1975: sinónimo de Jujubinus striatus (Linnaeus, 1758)
- Jujubinus obscurus Thiele, J., 1930: sinónimo de Cantharidus polychroma (Adams, A., 1853)
- Jujubinus orientalis Nordsieck, F: sinónimo de Jujubinus elenchoides (Issel, A., 1878); sinónimo de Jujubinus striatus (Linnaeus, 1758)
- Jujubinus parvosiculus Ghisotti & Melone, 1975: sinónimo de Jujubinus gravinae (Dautzenberg, 1881)
- Jujubinus parvulus Brusina, S.: sinónimo de Jujubinus striatus (Linnaeus, 1758)
- Jujubinus parvulus Philippi, R.A: sinónimo de Jujubinus montagui (Wood, W., 1828)
- Jujubinus propinquis Monterosato, T.A. de M. di: sinónimo de Jujubinus striatus (Linnaeus, 1758)
- Jujubinus propinquus Ghisotti & Melone, 1975: sinónimo de Jujubinus striatus (Linnaeus, 1758)
- Jujubinus smaragdinus (Monterosato, 1880): sinónimo de Jujubinus striatus (Linnaeus, 1758)
- Jujubinus suturalis (A. Adams, 1853): sinónimo de Prothalotia suturalis (A. Adams, 1853)